# 2021 수페르코파 데 에스파냐 결승전
2021 수페르코파 데 에스파냐 결승전(스페인어: La Final de la Supercopa de España de Fútbol 2021)은 스페인 축구 리그 시스템에 소속된 구단들이 참가하는 연간 슈퍼컵 대회인 수페르코파 데 에스파냐의 37번째 대회 수페르코파 데 에스파냐 2020-21의 우승 구단을 가리기 위해 진행된 경기이다. 이 경기는 2021년 1월 17일에 스페인 세비야의 라 카르투하에서 진행되었다. 결승전에서 맞대결을 벌인 두 구단은 바르셀로나와 아틀레틱 빌바오였다.
아틀레틱 빌바오는 연장전 끝에 3-2 승리를 거두고 통산 3번째 우승을 거두었다.

## 참가 구단
| 구단            | 자격                           | 역대 대회 성적 (굵은 글씨는 우승 연도) |
| --------------- | ------------------------------ | --- |
| 바르셀로나      | 라리가 2019-20 준우승          | 23 (1983, 1985, 1988, 1990, 1991, 1992, 1993, 1994, 1996, 1997, 1998, 1999, 2005, 2006, 2009, 2010, 2011, 2012, 2013, 2015, 2016, 2017, 2018) |
| 아틀레틱 빌바오 | 코파 델 레이 2019-20 결승 진출 | 4 (1983, 1984, 2009, 2015) |

1. ↑  아틀레틱 빌바오 1983-84 시즌에 2관왕을 달성함에 따라 1984년 수페르코파 데 에스파냐도 자동으로 우승했다.

## 결승전까지의 경기
| 바르셀로나      | 바르셀로나       | 단계         | 아틀레틱 빌바오 | 아틀레틱 빌바오 |
| --------------- | ---------------- | ------------ | --------------- | --------------- |
| 상대            | 결과             | 2020-21 시즌 | 상대            | 결과            |
| 레알 소시에다드 | 1–1 (연, 3-2 승) | 준결승전     | 레알 마드리드   | 2–1             |

## 경기

### 요약
바르셀로나는 40분에 앙투안 그리즈만이 리오넬 메시와 조르디 알바를 통해 깔끔하게 연결된 공을 마무리해 선제골을 기록했다. 아틀레틱 빌바오는 그로부터 2분 뒤에 이냐키 윌리암스의 도움을 받은 오스카르 데 마르코스의 동점골로 응수했고, 전반전은 1-1로 균형을 맞춘 채 종료되었다. 후반전에 아틀레틱 빌바오의 55분 라울 가르시아가 머리로 넣은 골이 비디오 판독심을 통해 간발의 차이로 오프사이드로 판정됨에 따라 취소되었다. 그리즈만은 77분에 조르디 알바가 배급한 공을 또다시 골로 연결해 바르셀로나가 2-1로 앞서나갔지만, 아시에르 비얄리브레가 90분에 이케르 무니아인이 프리킥으로 뛰운공을 차넣어 마무리하면서 경기가 연장전으로 돌입했다. 빌바오는 상승세를 계속 이어나가 93분에 윌리암스가 위쪽 구석으로 차넣으며 3번째이자 결승골을 성공시켰다. 반면, 바르셀로나 주장은 비얄리브레에 대한 비신사적인 반칙으로 막판에 퇴장당해 10명인 상태로 경기를 끝마쳤다.

### 상세 경기 정보
| 바르셀로나        | 2–3 (연) | 아틀레틱 빌바오                                 |
| ----------------- | -------- | ----------------------------------------------- |
| 그리즈만 40′, 77′ | 리포트   | 데 마르코스 42′ · 비얄리브레 90′ · 윌리암스 93′ |

| 바르셀로나 | 아틀레틱 |

| GK          | 1  | 마르크-안드레 테어 슈테겐 |        |      |
| RB          | 2  | 세르지뇨 데스트           |        | 46′  |
| CB          | 4  | 로날드 아라우호           |        |      |
| CB          | 15 | 클레망 랑글레             | 11′    | 106′ |
| LB          | 18 | 조르디 알바               | 114′   |      |
| CM          | 21 | 프렝키 더 용              |        |      |
| CM          | 5  | 세르지오 부스케츠         |        | 97′  |
| CM          | 16 | 페드리                    |        | 88′  |
| RW          | 11 | 우스만 뎀벨레             |        | 88′  |
| CF          | 10 | 리오넬 메시 (주장)        | 120+1′ |      |
| LW          | 7  | 앙투안 그리즈만           |        |      |
| 교체 선수:  |    |                           |        |      |
| GK          | 13 | 네투                      |        |      |
| GK          | 26 | 이냐키 페냐               |        |      |
| DF          | 23 | 사뮈엘 움티티             |        |      |
| DF          | 24 | 후니오르 피르포           |        |      |
| DF          | 28 | 오스카르 밍게사           |        | 46′  |
| MF          | 8  | 미랄렘 퍄니치             |        | 88′  |
| MF          | 12 | 리키 푸치                 |        | 97′  |
| FW          | 9  | 마르틴 브레이스웨이트     |        | 88′  |
| FW          | 17 | 프란시스쿠 트링캉         |        | 106′ |
| 감독:       |    |                           |        |      |
| 로날트 쿠만 |    |                           |        |      |

| GK                       | 1  | 우나이 시몬            |      |      |
| RB                       | 21 | 안데르 카파            |      | 81′  |
| CB                       | 5  | 예라이 알바레스        |      |      |
| CB                       | 4  | 이니고 마르티네스      |      | 95′  |
| LB                       | 24 | 미켈 발렌시아가        |      | 83′  |
| RM                       | 18 | 오스카르 데 마르코스   |      |      |
| CM                       | 27 | 우나이 벤세도르        |      | 81′  |
| CM                       | 14 | 다니 가르시아          | 67′  |      |
| LM                       | 10 | 이케르 무니아인 (주장) |      |      |
| CF                       | 22 | 라울 가르시아          |      | 83′  |
| CF                       | 9  | 이냐키 윌리암스        |      | 106′ |
| 교체 선수:               |    |                        |      |      |
| GK                       | 13 | 호킨 에스키에타        |      |      |
| DF                       | 3  | 우나이 누녜스          |      | 95′  |
| DF                       | 15 | 이니고 레쿠에          |      | 83′  |
| MF                       | 6  | 미켈 베스가            |      | 81′  |
| MF                       | 16 | 오이안 산세트          |      |      |
| FW                       | 2  | 혼 모르시요            | 110′ | 106′ |
| FW                       | 7  | 이바이 고메스          |      |      |
| FW                       | 12 | 알렉스 베렝게르        |      | 81′  |
| FW                       | 20 | 아시에르 비얄리브레    | 109′ | 83′  |
| 감독:                    |    |                        |      |      |
| 마르셀리노 가르시아 토랄 |    |                        |      |      |

| 최우수 선수: 이냐키 윌리암스 (아틀레틱 빌바오) 부심: 앙헬 네바도 로드리게스 (에스트레마두라) 하비에르 마르티네스 니콜라스 (무르시아) 대기심: 호세 마리아 산체스 마르티네스 (무르시아) 제2 대기심: 디에고 바르베로 세비야 (안달루시아) 비디오 판독심: 알레한드로 에르난데스 에르난데스 (카나리아 제도) 비디오 판독 부심: 기예르모 콰드라 페르난데스 (발레아레스 제도) | 경기 규정 - 90분. - 필요시 연장전 30분. - 이후에도 동률시 승부차기. - 교체 선수 9명 등록. - 최대 선수 5명 교체 가능, 연장전 돌입시 6번째 선수 교체 가능. |

## 참고
1. 1 2  이 경기는 스페인의 코로나19 범유행에 따라 무관중 경기로 진행되었다.
2. ↑  기존에 정규시간 및 연장전 후반 시작을 제외하고 최대 선수 3명을 교체할 수 있었으며, 연장전 돌입시 1명 추가 선수 교체 가능했다.